# Itaberaí
Itaberaí é um município brasileiro do interior do estado de Goiás, Região Centro-Oeste do país, localizado na região intermediária de Goiânia. Sua distância até a capital estadual, Goiânia, é de 92 km. Sua população estimada em 2020 foi de 43.622 habitantes, estando na posição 785 das cidades mais populosas do país conforme estatísticas do Instituto Brasileiro de Geografia e Estatística (IBGE).

## História
- Fundação: 9 de novembro de 1868 (156 anos)

A antiga Curralinho, hoje Itaberaí, nasceu pelo desbravamento do Capitão-Mor Salvador Pedroso de Campos. Às margens do rio das Pedras criou gado. De seu leito extraiu ouro.
Coronel Benedito Pinheiro de Abreu, representante na Câmara Estadual, em 1924 apresentou o projeto da mudança do nome de Curralinho para Itaberaí, que significa em guarani, "Rio das Pedras Brilhantes".
Itaberaí, está a 89 km de Goiânia-GO.
Conforme o censo 2010 a população de Itaberaí é distribuída entre homens e mulheres. A população masculina representa 17.849, enquanto a população feminina é de 17.522 habitantes.

## Geografia

### Rio das Pedras
Corre sobre um leito inteiramente permeável e coberto de seixos, num percurso total de trinta e seis quilômetros, a contar de sua cabeceira a barra. Nasce na fazenda Santa Maria, próximo do lugar denominado Barro Amarelo, contra-vertente da serra do Gongomé. Banha a cidade de Itaberaí, onde tem a largura aproximada de 12 metros, e vai desembocar no Rio Uru, a dez quilômetros da sede do município. Não e dos mais piscosos; todavia em suas águas, encontram-se algumas espécies de peixes. Pela sua margem esquerda a contar da cabeceira, recebem os córregos: São João dos Barreiros, Santa Ana ou Larga, Açude Santo Antônio, Estiva, Cachoeira, Barreiro, Padre Felipe, Picada e Conceição; e pela margem direita os córregos Gongomé, São José, Barreirão, Bananal, Barra-Afundou, Conceição do Meio, Mata-Dentro, Pará, Acura, Jambreiro, Correguinho, Catarrão e o Ribeirão Palmital, também conhecido por José Manoel. A sua margem direita, na fazenda Cachoeira, distante de Itaberaí sete quilômetros, foi instalada a usina Hidroelétrica da Empresa Força e Luz, da qual foi proprietário o Sr. Coronel Sebastião Antônio da Fonseca. Nesse local existia uma pequena cachoeira com seis metros de queda e um volume constante de água no rigor do verão, e onde se encontra, no leito do rio, grande quantidade de conchas calcárias.

### Serra da Fazendinhas
Surge ao sul do município, na fazenda do mesmo nome. De seus píncaros se avista a cidade de Itaberaí em todo seu belo panorama. Prolonga-se numa extensão de 12 quilômetros, com viçosa vegetação de capim natural, entremeada de magníficas aroeiras.

### Serra das Lages
Situada ao sudoeste do município, estende-se ao longo da margem esquerda do ribeirão Bugre. No sopé dessa serra, está localizado um rico veio de esmeraldas legítimas, das melhores que se tem encontrado no Brasil. A vegetação do seu dorso e rasteira e imprestável, e de seus pontos elevados também se vê Itaberaí.

### Grutas notáveis
Existem no município algumas cavernas dignas de registros. A principal é a gruta do Gongomé, verdadeira furna de profundas galerias, no interior da qual se encontra belas estalactites contrapostas a interessante estalagmites. Acha-se situada na fazenda que lhe dá o nome, sob uma enorme pedreira calcaria, ao sul do Itaberaí, da qual dista apenas 24 quilômetros. Nas proximidades desse lugar existe um córrego que se torna subterrâneo na extensão de um quilômetro, dele não dando o menor vestígio na face da terra nesse trajeto. No município existe uma outra gruta, a da Lapinha, sito a barra do Rio das Pedras com o Uru. É formada por grandes blocos de pedras em disposições bastante originais, dividindo o seu interior em espaços compartimentos.
Fonte: Annaes da Comarca do Rio das Pedras, ed. 1932 – de Dr. Derval Alves de Castro e Bruno Calil Fonseca.

### Rodovias
- GO-156
- BR-070
- GO-070
- GO-522

## Prefeitos de Itaberaí
| Ano       | Prefeito                          |
| --------- | --------------------------------- |
| 1948/1951 | Gilberto da Silva Caldas          |
| 1951/1955 | José Vieira da Cunha              |
| 1955/1959 | Balduino da Silva Caldas          |
| 1959/1961 | Hélio Caldas Pinheiro             |
| 1961/1966 | Balduino da Silva Caldas          |
| 1966/1970 | Paulo Rezek Andery                |
| 1970/1973 | Geraldo José da Silva             |
| 1973/1977 | Antônio Gomes de Morais Filho     |
| 1977/1982 | Jurandir Lúcio da Costa - Memória |
| 1982/1987 | Carlos Dias Mendonça - Memória    |
| 1989/1992 | Geraldo Dias Costa - Memória      |
| 1993/1996 | Carlos Dias Mendonça - Memória    |
| 1997/2000 | Juvenal Raimundo de Lima          |
| 2001/2004 | Rita de Cássia Soares Mendonça    |
| 2005/2008 | Welington Rodrigues da Silva      |
| 2009/2009 | Welington Rodrigues da Silva      |
| 2009/2012 | Benedito Caetano de Araújo        |
| 2013/2020 | Carlos Roberto da Silva           |
| 2020/hoje | Rita de Cássia Soares Mendonça    |